# Hidemaro Fujibayashi
Hidemaro Fujibayashi (藤林 秀麿, Fujibayashi Hidemaro, Quioto, 1 de outubro de 1972) é um diretor e roteirista japonês de jogos eletrônicos mais conhecido por seus trabalhos em títulos da série The Legend of Zelda.

## Carreira
Fujibayashi começou sua carreira profissional projetando atrações mal-assombradas em parques temáticos japoneses. Ele na época considerou procurar um emprego que envolvesse produção, encontrando uma vaga em uma companhia que desenvolvia jogos eletrônicos. Fujibayashi ficou fascinado pelo fato de sua candidatura para a vaga precisar incluir uma amostra de seu trabalho prévio, ficando assim enamorado com a ideia de tornar-se um projetista de jogos eletrônicos. Ele acabou conseguindo entrar na Capcom em 1995, ganhando experiência como planejador no filme interativo Gakkō no Kowai Uwasa: Hanako-san ga Kita!! e no jogo mahjong Yōsuke Ide Meijin no Shin Jissen Maajan. Posteriormente tornou-se parte do Estúdio de Produção 1 da empresa, projetando e dirigindo o título Magical Tetris Challenge de 1998.
Seu primeiro envolvimento com  The Legend of Zelda foi em The Legend of Zelda: Oracle of Seasons e Oracle of Ages. Ele atuou como uma espécie de escriturário durante os estágios iniciais de desenvolvimento, reunindo todas as ideias da equipe e criando apresentações para propor os conceitos ao produtor Shigeru Miyamoto. Fujibayashi acabou sendo nomeado como o diretor, também participando como planejador e roteirista, concebendo um sistema de conectar os dois jogos. Ainda na Capcom dirigiu e planejou The Legend of Zelda: Four Swords e The Legend of Zelda: The Minish Cap.[carece de fontes?] Ele foi contratado pela Nintendo e atuou como subdiretor e roteirista de The Legend of Zelda: Phantom Hourglass. Fujibayashi estrou na direção de consoles de mesa com The Legend of Zelda: Skyward Sword, também dirigindo The Legend of Zelda: Breath of the Wild.
Fujibayashi afirmou que acredita que o principal aspecto do projeto de jogos eletrônicos é deixar absolutamente claro aos jogadores quais são o principal conjuntos de regras do jogo. Ele também já disse que possui um gosto especial pelo primeiro The Legend of Zelda, que descreveu como "original" e "inovador" para a época.

## Jogos
| Ano  | Título                                                  | Plataforma(s)               | Crédito(s)                      |
| ---- | ------------------------------------------------------- | --------------------------- | ------------------------------- |
| 1995 | Gakkō no Kowai Uwasa: Hanako-san ga Kita!!              | PlayStation, Sega Saturn    | Planejador                      |
| 1996 | Yōsuke Ide Meijin no Shin Jissen Maajan                 | PlayStation, Sega Saturn    | Planejador                      |
| 1998 | Magical Tetris Challenge                                | Nintendo 64, Game Boy Color | Diretor, projetista             |
| 2001 | The Legend of Zelda: Oracle of Seasons & Oracle of Ages | Game Boy Color              | Diretor, projetista, roteirista |
| 2002 | The Legend of Zelda: Four Swords                        | Game Boy Advance            | Diretor, projetista             |
| 2004 | The Legend of Zelda: The Minish Cap                     | Game Boy Advance            | Diretor, projetista, roteirista |
| 2007 | The Legend of Zelda: Phantom Hourglass                  | Nintendo DS                 | Subdiretor, roteirista          |
| 2011 | The Legend of Zelda: Skyward Sword                      | Wii                         | Diretor, roteirista             |
| 2017 | The Legend of Zelda: Breath of the Wild                 | Wii U, Nintendo Switch      | Diretor                         |
| 2023 | The Legend of Zelda: Tears of the Kingdom               | Nintendo Switch             | Diretor                         |